# Liste der Stolpersteine in Nordstemmen
Die Liste der Stolpersteine in Nordstemmen enthält alle Stolpersteine, die im Rahmen des gleichnamigen Kunst-Projekts von Gunter Demnig in der Gemeinde Nordstemmen verlegt wurden. Mit ihnen soll der Opfer des Nationalsozialismus gedacht werden, die in Nordstemmen lebten und wirkten. Bei zwei Verlegungen wurden bisher sieben Stolpersteine verlegt. (Stand: März 2023)

## Nordstemmen
| Bild | Person, Inschrift                                                                                         | Adresse          | Verlegedatum | Anmerkung |
| ---- | --- | ---------------- | ------------ | --------- |
|      | Hier wohnte Ida Scheiberg geb. Blumenthal Jg. 1866 deportiert 1942 Theresienstadt 1942 Treblinka ermordet | Hauptstraße 30 · | 1. März 2023 |           |
|      | Hier wohnte Richard Scheiberg Jg. 1897 deportiert 1941 Ghetto Warschau ermordet                           | Hauptstraße 30 · | 1. März 2023 |           |
|      | Hier wohnte Jeanette Koopmann Jg. 1868 gedemütigt/entrechtet Flucht in den Tod 1941 vor Deportation       | Hauptstraße 30 · | 1. März 2023 |           |

## Rössing
| Bild | Person, Inschrift                                                                  | Adresse                   | Verlegedatum  | Anmerkung |
| ---- | ---------------------------------------------------------------------------------- | ------------------------- | ------------- | --- |
|      | Hier wohnte Karl Blumenthal Jg. 1895 deportiert 1942 Trawniki ???                  | Maschstraße 22, Rössing · | 19. Nov. 2009 | Karl Blumenthal wurde am 7. März 1895 in Rössing geboren. In Rössing betrieb er seit 1930 eine Schlachterei, die er von seinem Vater übernommen hatte. Er war mit Henny Blumenthal verheiratet und hatte zwei Kinder. Der Judenboykott und Repressalien gegen seine Familie führten 1939 zum Verkauf des Hauses und die Familie zog zeitweise nach Hannover. Am 31. März 1942 wurde er ab Bahnhof Fischerhof in das Ghetto Warschau deportiert und kam danach in das Arbeitslager Trawniki. |
|      | Hier wohnte Henny Blumenthal geb. Hartogsohn Jg. 1899 deportiert 1942 Trawniki ??? | Maschstraße 22, Rössing · | 19. Nov. 2009 | Henny Blumenthal wurde am 22. November 1899 als Henny Hartogsohn in Emden geboren. Sie war mit Karl Blumenthal verheiratet und hatte zwei Kinder. Am 31. März 1942 wurde sie in das Ghetto Warschau deportiert. |
|      | Hier wohnte Hanna Blumenthal Jg. 1928 deportiert 1942 Trawniki ???                 | Maschstraße 22, Rössing · | 19. Nov. 2009 | Hanna Blumenthal wurde am 6. Februar 1928 als Tochter von Karl und Henny Blumenthal in Rössing geboren. Zuletzt wohnte sie in Ahlem. Am 31. März 1942 wurde sie in das Ghetto Warschau deportiert. |
|      | Hier wohnte Hans-Jürgen Blumenthal Jg. 1931 deportiert 1942 Trawniki ???           | Maschstraße 22, Rössing · | 19. Nov. 2009 | Hans-Jürgen Blumenthal wurde am 7. November 1931 als Sohn von Karl und Henny Blumenthal in Rössing geboren. Zuletzt wohnte er in Ahlem. Am 31. März 1942 wurde er in das Ghetto Warschau deportiert. |

## Verlegungen
- 19. November 2009: vier Stolpersteine an einer Adresse in Rössing[7]
- 1. März 2023: drei Stolpersteine an einer Adresse in Nordstemmen[8]